# 侯树森
侯树森（1950年6月—），辽宁阜新蒙古族自治县人，吉林大学毕业。原中国人民解放军副总参谋长，上将軍銜。

## 生平
侯树森自入解放军服役，就一直在沈阳军区；曾担任过军区司令员、原总后勤部部长王克的秘书。
此后，侯树森历任中国人民解放军汽车第15团团长、陆军第23集团军副参谋长、副军长，沈阳军区联勤部部长，沈阳军区参谋长等职。2009年7月，在刘镇武上将退休后，被拔擢至中国人民解放军副总参谋长。根据以往人事惯例，从其它军事机构直接调任副总参谋长的，多为大军区正职；副职将领，一般是以“总参谋长助理”作为过渡，而后才升为副总参谋长的。对于此次晋升，媒体评论其跨度可谓“火箭式”，实为罕见。2014年11月，不再担任中国人民解放军副总参谋长职务。2015年3月，增补为政协第十二届全国委员会委员，港澳台侨委员会副主任。
侯树森1999年授少将；2007年7月20日，晋升中将军衔。2011年7月23日，晋升为上将军衔。

## 著作
- 《三军联勤的若干思考》，侯树森、冯志超，《解放军报》第3版，1990年5月18日；
- 《在反腐斗争中增强党的先进性》，侯树森，《解放军报》第6版，2001年7月4日；
- 《保持先进性首先要解放思想》，侯树森、唐明源，《解放军报》第6版，2001年8月29日；
- 《居安思危话“忧患”》，侯树森，《解放军报》第2版，2002年12月12日（获2002年度军报第四季度优质稿获奖）；
- 《努力提高党委班子创新发展的能力》，侯树森，《解放军报》第7版，2005年7月14日；
- 《与时俱进奋发有为增强审计监督工作的实效》，侯树森，《军事经济研究》，2002年第23期；
- 《以有效的权力运行机制预防和解决腐败问题》，侯树森，《国防大学学报》，2002年第5期。